# Provincia Comisionada de Baluchistán
La Provincia Comisionada de Baluchistán (en urdu: بلوچستان ,چیف کمشنر صوبہ), o del Jefe Comisionado o del Comisario Jefe, era una provincia de la India británica y más tarde del Dominio de Pakistán, ubicada en la parte norte de la moderna provincia de Baluchistán.

## Historia

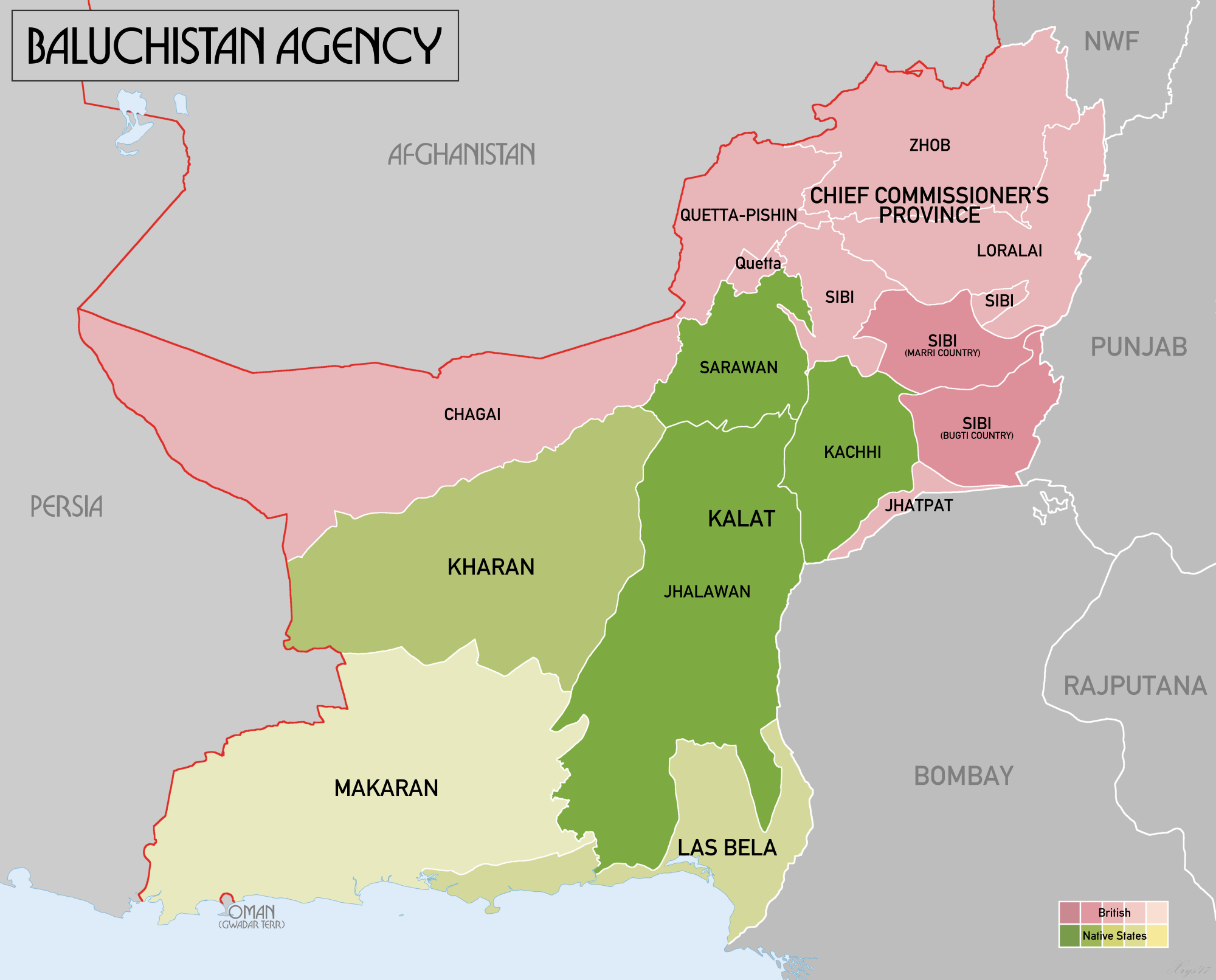
Agencia de Baluchistán. En rosa la Provincia Comisionada, en verde la Unión de Estados.

La provincia se formó originalmente durante el período 1876-1891 por tres tratados entre Robert Groves Sandeman y el kan de Kalat, Khudadad de Kalat. Sandeman se convirtió en el agente político de las áreas administradas por los británicos que se encontraban estratégicamente ubicadas entre la India británica y Afganistán. Se estableció una base militar en Quetta que jugó un papel importante en la Segunda y Tercera guerras afganas.
La provincia se convirtió en parte de Pakistán en 1947 y continuó siendo administrada por un jefe comisionado. Fue disuelto en 1955 cuando la mayor parte de la región occidental de Pakistán se convirtió en la nueva provincia de Pakistán Occidental. Pakistán Occidental se disolvió en 1970. Khan Abdul Wali Khan tenía la intención de transferir el poder político a los pastunes. La antigua provincia comisionada se combinó con la antigua Unión de Estados de Baluchistán y el enclave de Gwadar para formar una nueva y más grande provincia de Baluchistán, con un gobernador, un primer ministro y una asamblea provincial .

## Demografía
La población de la provincia estaba igualmente dividida entre las tribus balucchis del sur y del oeste y las tribus pastunes del norte.

## Gobierno
La provincia fue administrada por un jefe comisionado designado por el gobierno federal. Aunque no hubo una legislatura elegida, el jefe comisionado pudo consultar a la Shahi Jirga, una asamblea de líderes tribales.
La provincia comprendía tres tipos de divisiones: los distritos asentados, las agencias políticas y el área tribal. Las áreas pobladas fueron principalmente el distrito alrededor de Quetta y Jafarabad. Las agencias eran Zhob, al norte de Quetta, y Chagai al oeste, que tenía un vínculo débil con el resto de la provincia. Las áreas tribales eran las agencias tribales Bugti y Marri que más tarde se convertirían en Áreas Tribales Administradas Provincialmente en la nueva provincia de Baluchistán.